# Aviavilsa
Aviavilsa – nieistniejąca litewska linia lotnicza specjalizująca się w przewozach ładunków cargo z bazą na lotnisku w Wilnie. Powstała w 1998, a pierwsze loty odbyły się rok później. Obsługuje regularne oraz czarterowe loty cargo. Linia posiada własną bazę techniczną, która serwisuje samoloty An-26.
ATR 42 latał dla linii AlbaStar, a jeden An-26 dla DHL.
W 2018 roku linia ogłosiła bankructwo oraz zaprzestała działalności.

## Flota
Stan na 15.08.2013:

| Model      | Ilość | Rejestracja    |
| ---------- | ----- | -------------- |
| ATR 42-300 | 1     | LY-ETM         |
| An-26B     | 2     | LY-APK, LY-APN |